# Бафк
Бафк (перс. بافق‎) — город в центральном Иране, в провинции Йезд. Административный центр одноимённого шахрестана.

## География
Город находится в южной части Йезда, к востоку от реки Шураб, на высоте 994 метров над уровнем моря.
Бафк расположен на расстоянии приблизительно 100 километров к востоку-юго-востоку (ESE) от Йезда, административного центра провинции и на расстоянии 575 километров к юго-востоку от Тегерана, столицы страны.

## Население
По данным переписи, на 2006 год население составляло 30 867 человек.
| 1986   | 1991   | 1996   | 2006   | 2012   |
| ------ | ------ | ------ | ------ | ------ |
| 20 516 | 23 734 | 25 068 | 30 867 | 34 014 |

## Достопримечательности
- Имамзаде Абдоллаха[5].